# Melissa Jefferson
Melissa Jefferson (Georgetown, 21 de febrero de 2001) es una deportista estadounidense que compite en atletismo, especialista en las carreras de velocidad.
Participó en los Juegos Olímpicos de París 2024, obteniendo dos medallas, oro en el relevo 4 × 100 m y bronce en la prueba de 100 m.
Ganó una medalla de oro en el Campeonato Mundial de Atletismo de 2022 y una medalla de oro en el Relevos Mundiales 2024, ambas en la prueba de 4 × 100 m.

## Palmarés internacional
| Juegos Olímpicos   | Juegos Olímpicos        | Juegos Olímpicos  | Juegos Olímpicos |
| Año                | Lugar                   | Medalla           | Prueba           |
| ------------------ | ----------------------- | ----------------- | ---------------- |
| 2024               | París (Francia)         | Medalla de oro    | 4 × 100 m        |
| 2024               | París (Francia)         | Medalla de bronce | 100 m            |
| Campeonato Mundial |                         |                   |                  |
| Año                | Lugar                   | Medalla           | Prueba           |
| 2022               | Eugene (Estados Unidos) | Medalla de oro    | 4 × 100 m        |
| Relevos Mundiales  |                         |                   |                  |
| Año                | Lugar                   | Medalla           | Prueba           |
| 2024               | Nasáu (Bahamas)         | Medalla de oro    | 4 × 100 m        |